# Cystic Fibrosis Foundation
La Cystic Fibrosis Foundation est une association à but non lucratif fondée en 1955 aux États-Unis afin de promouvoir la lutte contre la mucoviscidose - Cystic Fibrosis en anglais. La fondation publie des informations sur la maladie et finance les recherches dont le but est l'amélioration de la qualité de vie des patients.